# Juan Gabriel García Escobar
Juan Gabriel García Escobar, (Berja, Almería, 1 de agosto de 1934 - Madrid, 11 de abril de 2011) fue un compositor, letrista y guitarrista español.

## Biografía
Nació en la localidad Berja en la provincia de Almería, el 1 de agosto de 1934. Fue el séptimo hijo de Antonio García Navarro y de María del Carmen Escobar Molina.
Comenzó en la música en una rondalla familiar que se hacían llamar Los niños de Antonio García. Luego en 1956 formaron un grupo de cuatro llamado Manolo Escobar y sus guitarras. A partir de ahí empieza a componer muchos éxitos que popularizó su hermano Manolo Escobar.
Contrajo matrimonio con María Dolores Lechón Ahumada, con la que procreó una hija Esperanza Fernanda García Lechón. Falleció en Madrid el 11 de abril de 2011. Al día siguiente fue incinerado en el cementerio de la Almudena.
Han sido muchos sus éxitos, como por ejemplo “Mi pequeña flor”, que compuso para su sobrina Vanessa, llegando a ser disco de oro. Esta canción fue popularizada por su hermano el cantante y actor Manolo Escobar. Otras composiciones que ha compuesto entre otras muchas son: “Pregón de amores“, “Brindis“, “Tu papá se llama Juan“, “Viva el sol de España“, “Moderno pero español“, “Amor en El Viso“, “Por los caminos de España“, “Aquel hombre“, “La niña de los ojos verdes“, “Copla de amor”, “¿Dónde está Eva?“, “En una buhardilla“, “Marinero soy“, “Los que se quieren“, “Morenita“, “El pueblo no se equivoca”, “Dura de pelar”, “Tres amores“, "Pájaro ciego", “Ni muerto“, “Estaba enamorada” y un largo etcétera.
En julio de 2013 recibió el título póstumo de Miembro honorífico de la Corporación Municipal de Berja y una Placa Conmemorativa en la casa donde nació.